# Tapeinostemon sessiliflorum
Tapeinostemon sessiliflorum är en gentianaväxtart som först beskrevs av Alexander von Humboldt, Aimé Bonpland och Joseph August Schultes och som fick sitt nu gällande namn av John Francis Pruski och Stephen F. Smith.
Tapeinostemon sessiliflorum ingår i släktet Tapeinostemon och familjen gentianaväxter. Inga underarter finns listade i Catalogue of Life.